# Celebration (Madonna)
"Celebration" je pjesma američke pjevačice Madonne s treće kompilacije najvećih hitova Celebration. Napisali su je Madonna, Paul Oakenfold, Ciaran Gribbin i Ian Green, dok su Madonna i Oakenfold zaslužni i za produkciju. U digitalnom obliku je objavljena 31. srpnja 2009. pod Warner Bros. Recordsom. Madonna je s Oakenfoldom napisala više pjesama, ali su dvije izabrana za kompilaciju. Pjesma "Celebration" je izabrana za prvi singl s kompilacije. To je dance pjesma s utjecajem Madonninog stvaralaštva iz 80-ih i 90-ih. Pjesma poziva ljude na zabavu.
"Celebration" je primio raznolike kritike. Na vrh ljestvica se singl popeo u Bugarskoj, Finskoj, Italiji, Rusiji, Slovačkoj i Švedskoj dok se u Top 10 ugurao u ostalim europskim zemljama uključujući UK, te u Kanadi. Ovo je bio 55. Madonnin ulaz na Billboard Hot 100 ljestvicu i 40. broj 1 na Billboard Hot Dance Club Play ljestvici. Glazbebeni video koristi obradu pjesme koju je napravio Benny Benassi. Prikazuje Madonnu i njezine plesače kako izvode različite plesove. U videu se pojavljuju Madonnina kćerka Lourdes, te Madonnin dečko Jesus Luz. Na 52. dodjeli nagrada Grammy 2010., pjesma je bila nominirana u kategoriji "najbolje dance izdanje", ali je izgubila od pjesme "Poker Face" američke pjevačice Lady Gage.

## Nastanak i pozadina
U ožujku 2009. je Madonnina glasnogovornica Liz Rosenberg potvrdila da Madonna snima nove tri pjesme za novi album, a Paul Oakenfold je potvrdio da je surađivao na dvije pjesme. Rekao je i da su nazivi pjesama "Broken", "I'm Sorry" i "Celebrate", te da su tipične Madonnine pjesme s modernim i brzim zvukom. Pjesma "Celebrate" je kasnije preimenovana u "Celebration". U skladanje pjesme su se uključili i Ciaran Gribbin te Ian Green. Prema iskazu Gribbina, Madonna je zamolila Oakenfolda i spomenuti dvojac za neke nove materijale kako bi mogla napisati tekst. Kako je ovaj trojac radio na novom albumu za Oakenfolda, poslali su joj petnaestak uradaka, a ona je odabrala "Broken" i "Celebration" te su tako zajedno radili na produkciji pjesama.
Warner Bros. je najavio "Celebration" kao najavni singl s albuma. Na radio postajama je započeo emitiranje 3. kolovoza 2009.
"Celebration" je opisana kao prava dance i house poslastica nalik prošlim singovima, poput "Vogue" (1990.) i "Deeper and Deeper" (1992.). Također se pronalaze i elementi euro popa ali ne kao na "Hung Up" (2005.). U tekstu Madonna poziva na slavlje i ples života.
Glazba pjesme se koristila za pjesmu "Holiday" tijekom izvođenja na Sticky & Sweet Tour u 2009. godini. Uz pjesmu "Celebration" su bili uključeni dijelovi "Everybody".

## Uspjeh pjesme
U Sjednjenim Državama je pjesma debitirala 22. kolovoza 2009. na 71. mjestu Billboardove Hot 100 ljestvice. To je postao Madonnin 55. ulaz na tu ljestvicu. Pjesma je debitirala i na Hot Dance Club Songs i Hot Dance Airplay na 29. odnosno 7, dok se sljedećih tjedana probila na 1. mjesto Hot Dance Club Play i postala 40. Madonnina pjesma na prvom mjestu te ljestvice, daleko više od svih drugih izvođača. Isto tako je debitirala i na 36. mjestu Hot Adult Top 40 Tracks i postavila Madonnu za umjetnika s najviše ulaza na toj ljestvici. Do sada je pjesma prodana u 192.000 primjeraka downloada i 5.500 primjeraka CD singlova.
U Kanadi je pjesma debitirala na 56. mjestu a sljedeći tjedan dospjela na 5. mjesto što je ostala najviša pozicija. U Australiji je pjesma debitirala na 40. mjestu. U Italiji, Finskoj i Švedskoj je pjesma dospjela na vrh ljestvica. U Ujedinjenom Kraljevstvu je singl debitirao na 3. mjestu s 41.727 prodanih kopija.
U Francuskoj je pjesma debitirala na 2. mjestu, a u Njemačkoj na 5. mjestu. Singl je i na ostatku ljestvica ušao u prvih 10, poput Belgije, Danske, Irske, Japana, Nizozemske, Norveške i Švicarske.

## Glazbeni video
Na Madonninoj službenoj stranici se moglo pročitati da je glazbeni video za pjesmu sniman u Milanu, gdje su najveći fanovi 18. srpnja 2009. snimali dijelove spota u kojima glume sami sebe. Slične scene su se kasnije snimale u Barceloni. Video je režisirao Jonas Akerlund. The Guardian je izvjestio da će se u spotu pojaviti i Madonnina kćerka Lourdes. Premijera spota je održana kako je i najavljena 1. rujna 2009. Spot je pušten na brojnim TV postajama i na iTunesima. Video je bio taj dan besplatan na iTunesima.
Na spotu se ne nalazi albumska verzija pjesme, nego obrada Benny Benassia. Počinje tako što Madonna pita: "Haven't I seen you somewhere before?". Pjesma počinje i na ekranu se pojavljuju dvije scene, Madonne i njezinih plesača. Madonna u spotu nosi suknjicu Balmain, uske čizme Christina Louboutina, te naočale s potpisom Diorette. I dok plesači izvode svoju koreografiju, Madonna pleše više nalik na kućnu probu plesa ili u plesnom studiju. Plesači traže klub, a tamo se kao DJ pojavljuje Madonnin mladi ljubavnik Jesus Luz. Madonna i Jesus izvode mnoge seksualne poze dok ga Madonna skida u pokušaju "da ga prepozna" kako i pjeva u pjesmi ("I guess I don't recognize you with your clothes on"). Lourdes se pojavljuje pri samom kraju videa u stilu 80-ih. Na kraju videa svi plešu u stilu hip hopa a zadnja scena je kako Madonna polako pada na pod.
17. rujna 2009. je emitirana druga verzija spota za pjesmu u kojoj su sudjelovali Madonnini fanovi. "Fanovski spot", kako ga nazivaju, je sniman u Milanu i Barceloni za vrijeme Sticky & Sweet Tour i od originalnog se spota razlikuje po tome što se umjesto pravih plesača pojavljuju Madonnini fanovi kao plesači. Pojavljuje se i Madonnina kćerka Lourdes u vjenčanici kakvu je Madonna imala za vrijeme nastupa "Like a Virgin" na dodjeli MTV-jevih nagrada 1984.

## Popis formata i pjesama
| - Britanski / Europski maxi singl 1. "Celebration" (Album Version) - 3:35 2. "Celebration" (Oakenfold Remix) - 6:32 3. "Celebration" (Benny Benassi Remix) - 5:28 4. "Celebration" (Oakenfold Remix Dub) - 6:32 5. "Celebration" (Benny Benassi Remix Edit) - 3:58 6. "Celebration" (Johnny Vicious Club Remix) - 7:58 - Njemački CD maxi-singl 1. "Celebration" (Album Version) - 3:34 2. "Celebration" (Benny Benassi Remix) - 5:30 3. "Celebration" (Benny Benassi Dub) - 6:01 - Američki CD maxi-singl. 1. "Celebration" (Oakenfold Remix) - 6:32 2. "Celebration" (Benny Benassi Remix) - 5:30 3. "Celebration" (Paul Oakenfold Dub Mix) - 6:32 4. "Celebration" (Benny Benassi Remix Edit) - 3:58 5. "Celebration" (Benny Benassi Dub) - 6:00 6. "Celebration" (Johnny Vicious Club Remix) - 7:58 - Francuski CD singl 1. "Celebration" (feat. Akon) – 3:54 2. "Celebration" (Album Version) – 3:34 | - Britanski / Europski 12" Picture Disc 1. "Celebration" (Album Version) - 3:35 2. "Celebration" (Benny Benassi Remix) - 5:28 3. "Celebration" (Paul Oakenfold Remix) - 6:32 4. "Celebration" (Paul Oakenfold Dub Mix) - 6:32 - iTunes Remixes EP 1. "Celebration" (Benny Benassi Remix Edit) - 3:58 2. "Celebration" (Benny Benassi Remix) - 5:28 3. "Celebration" (Benny Benassi Dub) - 6:00 4. "Celebration" (Oakenfold Remix Dub) - 6:32 5. "Celebration" (Oakenfold Remix) - 6:32 6. "Celebration" (Johnny Vicious Club Remix) - 7:58 - iTunes Digitalni Singl - feat. Akon 1. "Celebration" (feat. Akon) - 3:54 |

## Na ljestvicama
| Država                           | Pozicija |
| -------------------------------- | -------- |
| Australija                       | 40       |
| Austrija                         | 8        |
| Belgija (Flandrija)              | 4        |
| Belgija (Valonija)               | 3        |
| Danska                           | 4        |
| Europa                           | 2        |
| Finska                           | 1        |
| Francuska                        | 2        |
| Irska                            | 10       |
| Italija                          | 1        |
| Japan                            | 5        |
| Kanada                           | 5        |
| Mađarska                         | 5        |
| Nizozemska                       | 2        |
| Norveška                         | 5        |
| Njemačka                         | 5        |
| Španjolska                       | 17       |
| Švedska                          | 1        |
| Švicarska                        | 4        |
| Ujedinjeno Kraljevstvo           | 3        |
| US Billboard Hot 100             | 71       |
| US Billboard Hot Dance Club Play | 1        |

| Ljestvica (2009)         | Pozicija |
| ------------------------ | -------- |
| European Hot 100 Singles | 24       |
| German Singles Chart     | 47       |

| Država  | Certifikacija |
| ------- | ------------- |
| Danska  | Zlatna        |
| Finska  | Zlatna        |
| Italija | Platinasta    |

## Singl u Hrvatskoj
| Pozicija | x | x | 23 | 10 | 6 | 1 | 1 | 1 | 1 | 1 | 2 | 2 | 5 | 8 | 15 | 24 | 36 | 43 | x |

| Pozicija | 10 | 5 | 3 | 2 | 1 | 2 | 6 | 8 | 12 | 34 | x |

## Datumi izdavanja singla
| Država                 | Datum               | Format                     |
| ---------------------- | ------------------- | -------------------------- |
| Svijet                 | 31. srpnja 2009.    | Digitalni download         |
| Australija             | 14. rujna 2009.     | CD singl, 12" picture disc |
| Japan                  | 12. kolovoza 2009.  | Digitalni download         |
| Nizozemska             | 31. srpnja 2009.    | Digitalni download         |
| Nizozemska             | 11. rujna 2009.     | CD singl, 12" picture disc |
| Njemačka               | 24. kolovoza 2009.  | Digitalni download         |
| Njemačka               | 4. rujna 2009.      | CD singl                   |
| Ujedinjeno Kraljevstvo | 13. rujna 2009.     | Digitalni download         |
| Ujedinjeno Kraljevstvo | 14. rujna 2009.     | CD singl                   |
| Sjedinjene Države      | 6. listopada 2009.  | CD singl                   |
| Sjedinjene Države      | 20. listopada 2009. | 12" singl                  |
| Sjedinjene Države      | 26. siječnja 2010.  | radio (David Guetta remix) |